# Model Baumola
Model Baumola-Allaisa-Tobina (BAT) – model ekonomiczny, w którym zasoby środków pieniężnych zachowują się podobnie jak zapasy. Jest adaptacją modelu ekonomicznej wielkości dostawy – EOQ (economic order quantity) dla potrzeb zasobów środków pieniężnych.
Model ten opiera się na następującym założeniu:
- przedsiębiorstwo potrzebuje środków pieniężnych w stałych, dających się przewidzieć wielkościach.

Z założenia tego wynika, że środki pieniężne są zużywane w sposób jednostajny i gdy osiągają poziom minimalny (zero), wtedy to ekwiwalenty środków pieniężnych są zamieniane na gotówkę w wysokości, która zapewnia osiągnięcie poziomu maksymalnego i cykl się powtarza.
Z modelu tego wynika, że optymalny stan środków pieniężnych wzrasta wolniej niż proporcjonalnie do wzrostu zapotrzebowania na środki pieniężne. Oznacza to, że występuje efekt skali w utrzymywaniu zasobów środków pieniężnych, co daje przewagę przedsiębiorstwom większym.
Do wyznaczenia optymalnego stanu środków pieniężnych potrzebne są trzy wielkości: stały koszt transferu gotówki na papiery wartościowe i na odwrót, całkowita wartość zapotrzebowania na gotówkę o charakterze transakcyjnym w ciągu danego okresu (np. roku) oraz koszt alternatywny utrzymania gotówki, czyli np. stopa oprocentowania bonów skarbowych. Analogicznie jak w modelu EOQ, optymalny stan środków pieniężnych odpowiada w przybliżeniu miejscu, w którym koszt alternatywny zrówna się z kosztami transakcyjnymi.
Koszty alternatywne można obliczyć, korzystając ze wzoru:
{\displaystyle K_{A}={\frac {C}{2}}\cdot R,}
gdzie:
{\displaystyle K_{A}} – koszty alternatywne,
{\displaystyle C} – gotówka,
{\displaystyle R} – koszt alternatywny utrzymania gotówki.
Koszty transakcyjne można obliczyć, korzystając ze wzoru:
{\displaystyle K_{T}={\frac {T}{C}}\cdot F,}
gdzie:
{\displaystyle K_{T}} – koszty transakcyjne,
F – stały koszt transferu gotówki na papiery wartościowe i na odwrót,
T – całkowita wartość zapotrzebowania na gotówkę o charakterze transakcyjnym w ciągu danego okresu, np. roku.
{\displaystyle C} jest optymalne gdy:
{\displaystyle K_{A}=K_{T}}
stąd:
{\displaystyle C_{opt}={\sqrt {\frac {2\cdot T\cdot F}{R}}},}
gdzie:
{\displaystyle C_{opt}} – optymalny stan gotówki.
Model BAT sprawdza się pod warunkiem, że przedsiębiorstwo równomiernie zużywa zapasy gotówki. Warunek ten jest jednak trudny do spełnienia. Model ten ma wiele innych ograniczeń i trudno go zastosować w praktyce gospodarczej. Powody są następujące:
- przedsiębiorstwa zwykle nie mogą precyzyjnie określić zapotrzebowania na środki pieniężne,
- wydatki zazwyczaj nie rozkładają się równomiernie (największe stałe wydatki to wydatki w połowie i na koniec miesiąca),
- rentowność bonów skarbowych jest zmienna w czasie i uzależniona od terminu wykupu poszczególnych serii,
- prowizja od transakcji jest zmienna i uzależniona od wielkości transakcji, często też podlega negocjacji (przy wyższych kwotach),
- oprocentowanie rachunku bieżącego może zmieniać się w czasie.

Model BAT jest prostym modelem wyznaczania optymalnego stanu gotówki. Podstawową jego wadą jest założenie, że wydatki gotówkowe mają charakter stały i pewny. Losowość wpływów i wydatków uwzględnia model Millera-Orra.